# Eufroniusz
Eufroniusz – imię męskie późnogreckie, pochodzenia doryckiego, oznaczające „dobrze urodzony”. Patronami tego imienia są biskupi Autun i Tours.
Eufroniusz imieniny obchodzi 3 sierpnia.
Zobacz też:
- Eufronios